# İbrahim Kaypakkaya
(Un combattente dello sciopero della fame a vita del TKP/ML)
İbrahim Kaypakkaya, noto anche con lo pseudonimo di İbo (Karakaya, 1948 – Diyarbakır, 18 maggio 1973), è stato un politico e rivoluzionario turco, primo segretario e fondatore del Partito Comunista della Turchia/Marxista-Leninista.

## Biografia
Kaypakkaya nacque nel 1948 a Karakaya, villaggio nella provincia turca di Çorum. Figlio di Ali e Mediha Kaypakkaya, frequentò le scuole elementari nella vicina Hüyük e poi, a partire dall'anno scolastico 1960/61, la Scuola per insegnanti Hasanoğlan (Hasanoğlan Öğretmen Okulu). Nel 1965 Kaypakkaya si spostò poi a Istanbul, per frequentare la Çapa Yüksek Öğretmen Okulu.
Da studente, Kaypakkaya entrò in contatto con gli ambienti della sinistra giovanile e divenne uno dei volti più in vista del movimento. Nel novembre 1967, fu tra i fondatori della sezione del suo istituto del Club delle Idee (Fikir Kulübü), un'associazione studentesca di stampo socialista. Fu sospeso da scuola per un mese nel gennaio del 1968, e definitivamente espulso nell'ottobre dello stesso anno, per avere pubblicato un volantino nel quale si condannava la presenza della Sesta flotta statunitense ad Istanbul. Per la sinistra studentesca, le frequenti visite delle navi da guerra americane furono l'occasione per organizzare in quegli anni grandi manifestazioni in chiave anti-imperialista, spesso represse con la violenza, e chiedere che la Turchia optasse per una posizione più indipendente dall'Occidente nello scenario internazionale.
Tra il 1968 e il 1969 la sinistra turca, fino a quel punto relativamente unita, si spaccò tra la corrente principale del Partito dei lavoratori (Türkiye İşçi Partisi, TİP) e Millî Demokratik Devrim (Rivoluzione nazionale democratica), che sosteneva la necessità di una rivoluzione in due fasi per la Turchia. MDD faceva capo al marxista Mihri Belli, già membro del Partito Comunista locale, e ottenne un crescente seguito tra gli studenti universitari, tra i quali anche Kaypakkaya.
Kaypakkaya scrisse in questo periodo per una serie di riviste di sinistra, tra le quali İşçi-Köylü (Lavoratore-Contadino) e Türk Solu (Sinistra turca). Pubblicò anche per Aydınlık, periodico che prendeva il nome da quello fondato negli anni Venti dal gruppo del Partito Comunista di Turchia che faceva capo a Şefik Hüsnü (Deymer). Kaypakkaya rimase legato al gruppo di Aydınlık fino al gennaio 1970, quando dinamiche interne portarono a una scissione dei militanti. La fazione che faceva capo a Doğu Perinçek, di cui Kaypakkaya faceva parte, fu allontanata dopo una serie di dispute di natura prevalentemente ideologica. Il gruppo fondò una nuova rivista, Proleter Devrimci Aydınlık (PDA), nota tra i militanti della sinistra turca anche come Beyaz Aydınlık (l'Aydınlık bianco), per distinguerla dal primo Aydınlık, l'Aydınlık "rosso" (Kırmızı Aydınlık). In linea con le convinzioni politiche del gruppo, PDA promuoveva una linea maoista chiara fin dai colori della copertina, che riprendevano quelli della Peking Review, pubblicata dal governo cinese. Oltre a lanciare PDA, il gruppo fondò un partito politico illegale, il Partito Rivoluzionario dei Lavoratori e dei Contadini (Türkiye İhtilalci İşçi Köylü Partisi, TİİKP).

### La fondazione del TKP/ML
Verso la fine del 1971, anno del colpo di Stato in Turchia, Kaypakkaya si allontanò definitivamente anche dall'esperienza di Proleter Devrimci Aydınlık, accusando il gruppo di Perinçek di opportunismo e revisionismo e di preferire un'alleanza con le forze borghesi ed elementi di sinistra dell'esercito a una rivoluzione condotta dal proletariato. Il 24 aprile 1972 fondò il Partito Comunista della Turchia/Marxista-Leninista (Türkiye Komünist Partisi/Marksist-Leninist, TKP/ML) e il suo braccio armato, l'Esercito di Liberazione dei Lavoratori e dei Contadini (Türkiye İşci ve Köylü Kurtuluş Ordusu, TIKKO), con l'intenzione di lanciare una guerra di guerriglia nella Turchia orientale.
Tra il 1972 e il 1973, il TKP/ML si rese responsabile di una serie di attacchi contro forze dell'ordine, militari e istituzioni. Il 18 maggio 1972 fu ucciso Mustafa Mordeniz, capo del villaggio di Kahyalı, nella provincia di Malatya. Mordeniz era accusato dai militanti di avere riferito sul luogo dove si nascondevano alcuni membri dell'Esercito di Liberazione del Popolo della Turchia (Türkiye Halk Kurtuluş Ordusu, THKO), altra organizzazione armata emersa dagli ambienti della sinistra universitaria.
Il 24 gennaio 1973, Kaypakkaya e i suoi compagni vennero rintracciati dalle forze dell'ordine nel villaggio di Vartinik, nella provincia di Tunceli e circondati. Uno dei membri del TIKKO, Ali Haydar Yıldız, venne ucciso in uno scontro a fuoco. Kaypakkaya fu arrestato tre giorni dopo. Incarcerato e sottoposto a protratte torture, morì il 18 maggio 1973 nella prigione di Diyarbakır. Il suo corpo, fatto a pezzi, venne restituito al padre perché potesse essere sepolto. Il TKP/ML si riorganizzò dopo la morte di Kaypakkaya e tenne il suo primo congresso nel 1978.

## Dopo la morte
La figura di Kaypakkaya assunse negli anni un rilievo particolare per la sinistra turca, accanto a quella di altri militanti che morirono o furono uccisi soprattutto dagli anni Sessanta agli anni Ottanta. La data della morte di Kaypakkaya, il 18 maggio, divenne in questo senso simbolica. Ogni anno, scrive Karacan, commemorazioni di Kaypakkaya si tengono in molte città tedesche, dove diversi militanti si spostarono dopo la stretta contro la sinistra turca che fece seguito al colpo di Stato del 1980. Nei circoli di sinistra della minoranza alevita, aggiunge Yenen, non è inusuale trovare fianco a fianco simboli religiosi e immagini di icone della sinistra internazionale e turca come Che Guevara, Deniz Gezmiş e İbrahim Kaypakkaya.
Se per la sinistra turca è un'icona e considerato alla stregua di un martire, la memoria di Kaypakkaya è tuttavia contestata. Per lo stato turco, il leader del TKP/ML fu non uno dei nomi più in vista di un movimento rivoluzionario, ma piuttosto il leader di un'organizzazione terroristica con idee separatiste. Ancora in anni recenti, molti sono stati i casi aperti in merito. Nel 2008 una causa fu intentata contro la rivista di sinistra Atılım, per avere pubblicato un articolo in cui si elogiavano i leader del movimento studesco e poi dei gruppi armati della sinistra turca dei primi anni Settanta. Nel 2012 Şukran Kaypakkaya fu sentita dalle autorità con l'accusa di apologia del terrorismo, dopo avere fatto visita alla tomba del figlio adottivo. Nel 2019 fu aperto un fascicolo contro il fratello di Kaypakkaya, Ali Ekber, per avere pubblicato i suoi ricordi dell'epoca in un articolo per il quotidiano Gazete Duvar.

## Il pensiero di Kaypakkaya
Quando scoppiò la crisi sino-sovietica, Kaypakkaya criticò il partito comunista locale filo-sovietico e premette per fondare un partito che seguisse gli insegnamenti di Mao Tse-tung e difendesse la memoria e il pensiero di Stalin contro gli attacchi del revisionismo moderno.
Se la tendenza della sinistra turca già dall'inizio degli anni Sessanta era quella di leggere il pensiero e l'operato di Mustafa Kemal Atatürk, fondatore della moderna Turchia, in chiave progressista e rivoluzionaria, Kaypakkaya si espresse in senso contrario. Secondo Bozarslan, fu infatti "la principale figura della sinistra del tempo a rifiutare il kemalismo come un regime, un'ideologia e un'esperienza 'fascista'". Nel kemalismo Kaypakkaya lesse un'esperienza che già dalla guerra d'indipendenza era scesa a patti con elementi definiti "contro-rivoluzionari", identificati nella borghesia e nei feudatari turchi. In polemica con i membri del TİİKP, scrisse per esempio nel 1971:
(İbrahim Kaypakkaya, "Bütün Eserleri")
Come già altri militanti e correnti della sinistra dell'epoca, Kaypakkaya ragionò anche sulla questione del popolo curdo. Laddove Mihri Belli negli stessi anni riconosceva l'esistenza di una "questione orientale" in Turchia, ma non necessariamente il diritto all'auto-determinazione, il TİİKP era arrivato a teorizzare il diritto dei curdi all'auto-determinazione e a uno stato, criticando tuttavia il principio che la questione nazionale potesse essere vista separatamente dalla lotta all'imperialismo e al feudalesimo in Turchia. Il TKP/ML compì un passo ulteriore: Kaypakkaya difese infatti il diritto dei curdi a determinare il loro destino a priori, descrivendo anche il Kurdistan come una colonia della Turchia.
(İbrahim Kaypakkaya, "Türkiye'de Milli Mesele")

## Opere
- İbrahim Kaypakkaya e Hasan Cançöte (a cura di), Bütün yazılar, Istanbul, Tufan Yayınları, 1976.
- İbrahim Kaypakkaya, Seçme yazilar, Istanbul, Ocak Yayınları, 1979.
- İbrahim Kaypakkaya, Türkiye'de milli mesele, luogo ignoto, Halkin Günlüğü, 1995(?).